# Nixon Kiprotich
Nixon Kiprotich (* 4. Dezember 1962 in Baringo) ist ein ehemaliger kenianischer Mittelstreckenläufer, der sich auf den 800-Meter-Lauf spezialisiert hat.
Er belegte bei den Olympischen Spielen 1988 in Seoul über 800 m den achten Platz. Bei den Leichtathletik-Afrikameisterschaften 1989 in Lagos gewann er über dieselbe Distanz in 1:45,71 min die Goldmedaille und im 1500-Meter-Lauf in 3:41,51 min die Bronzemedaille hinter seinen Landsleuten Joseph Chesire und Robert Kibet. 1990 wurde er bei den Commonwealth Games in Auckland Zweiter im 800-Meter-Lauf, mit einer Zeit von 1:46,00 min nur um 0,02 Sekunden von Sammy Tirop aus Kenia geschlagen.
Den größten Erfolg seiner Karriere feierte Kiprotich schließlich bei den Olympischen Spielen 1992 in Barcelona. Im 800-Meter-Lauf gewann er in 1:43,70 min die Silbermedaille, knapp geschlagen nur von seinem Landsmann William Tanui.
Nixon Kiprotich ist 1,85 m groß und wog zu seiner aktiven Zeit 68 kg.

## Bestleistungen
- 800 m: 1:43,31 min, 6. September 1992, Rieti
- 1500 m: 3:39,06 min, 12. Juli 1994, Stockholm